# Gâteau Leningradski

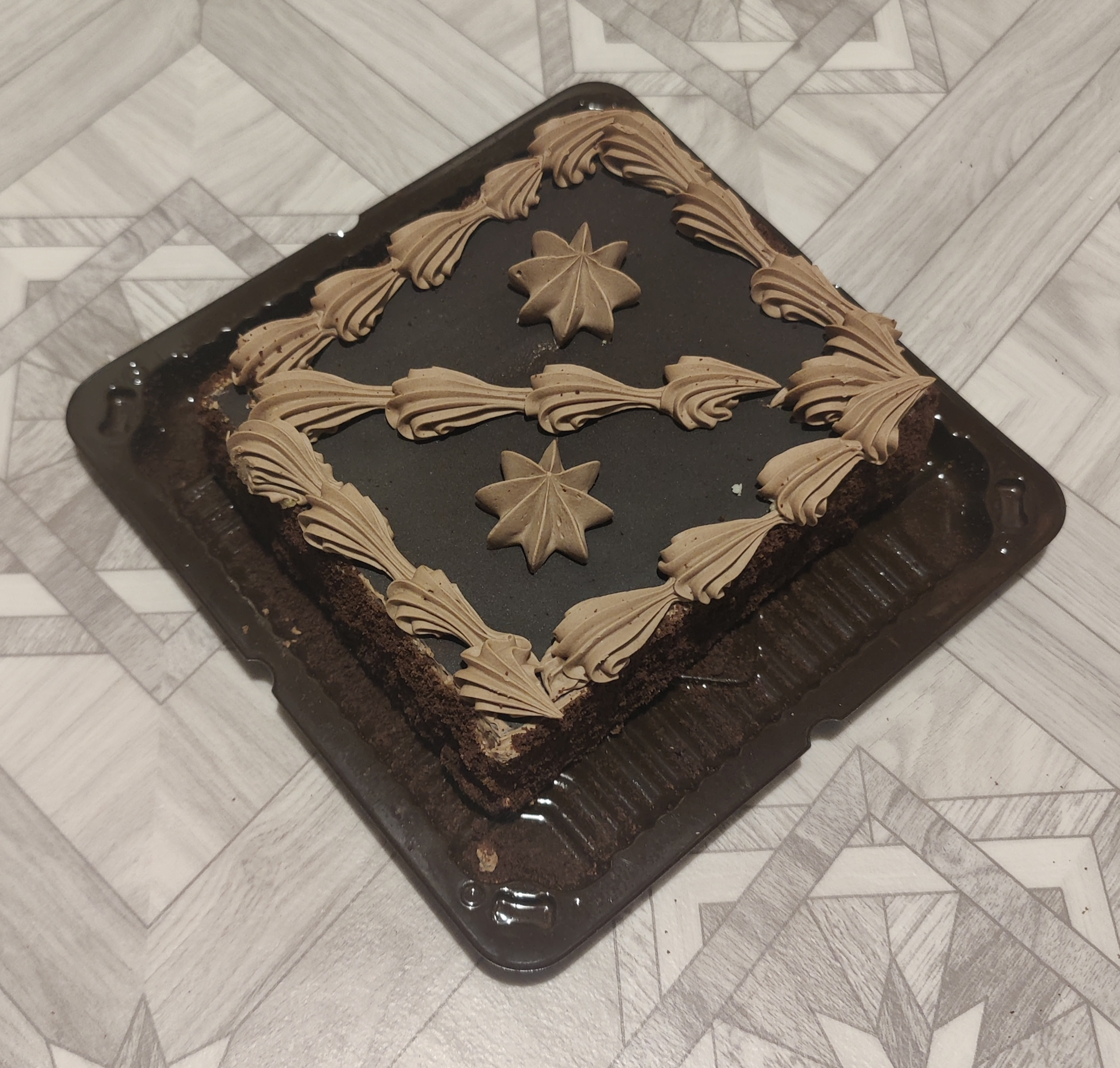

Le gâteau Leningradski est une pâtisserie originaire de l'Union soviétique composée de pâte brisée, de crème au beurre au chocolat et de cognac.

## Histoire
Dans les années 1950, la production de pâtisseries et de mets sucrés s'est développée en Union soviétique. Au cours de cette période riche en nouvelles créations, le gâteau Leningradski a été conçu. Il a été créé par Victoria Lvovna Tatarskaya, qui était à l'époque la responsable des inventions de recettes pour le magasin Nord (en russe : Север) situé sur la perspective Nevsky (en russe : Невский проспект) à Leningrad (aujourd'hui Saint-Pétersbourg).
À l'époque soviétique, le gâteau était surnommé le « gâteau royal russe » car il était composé d'ingrédients chers à l'époque, et abordables uniquement pour les familles considérées comme étant riches et royales.
En 1991, la ville de Leningrad est rebaptisée Saint-Pétersbourg, et le gâteau perd son titre qui était écrit sur le dessus : aujourd'hui il ne reste que quelques motifs inscrits sur le gâteau.

## Composition
La recette originelle consiste en la préparation de quatre fines couches de pâte brisée enrobées de crème au beurre avec du chocolat et du cognac. Un fondant au chocolat est utilisé comme glaçage pour recouvrir le dessus de la pâtisserie.
Le dessus du gâteau est décoré de cacahuètes grillées et de biscuits réduits en miettes sur les côtés. La forme originale du gâteau est carrée et son nom était écrit sur le dessus avec de la crème au beurre (leningradski ; en russe : ленинградский).